# Neotinea lactea
Neotinea lactea là một loài thực vật có hoa trong họ Lan. Loài này được (Poir.) R.M.Bateman, Pridgeon & M.W.Chase mô tả khoa học đầu tiên năm 1997.

## Hình ảnh

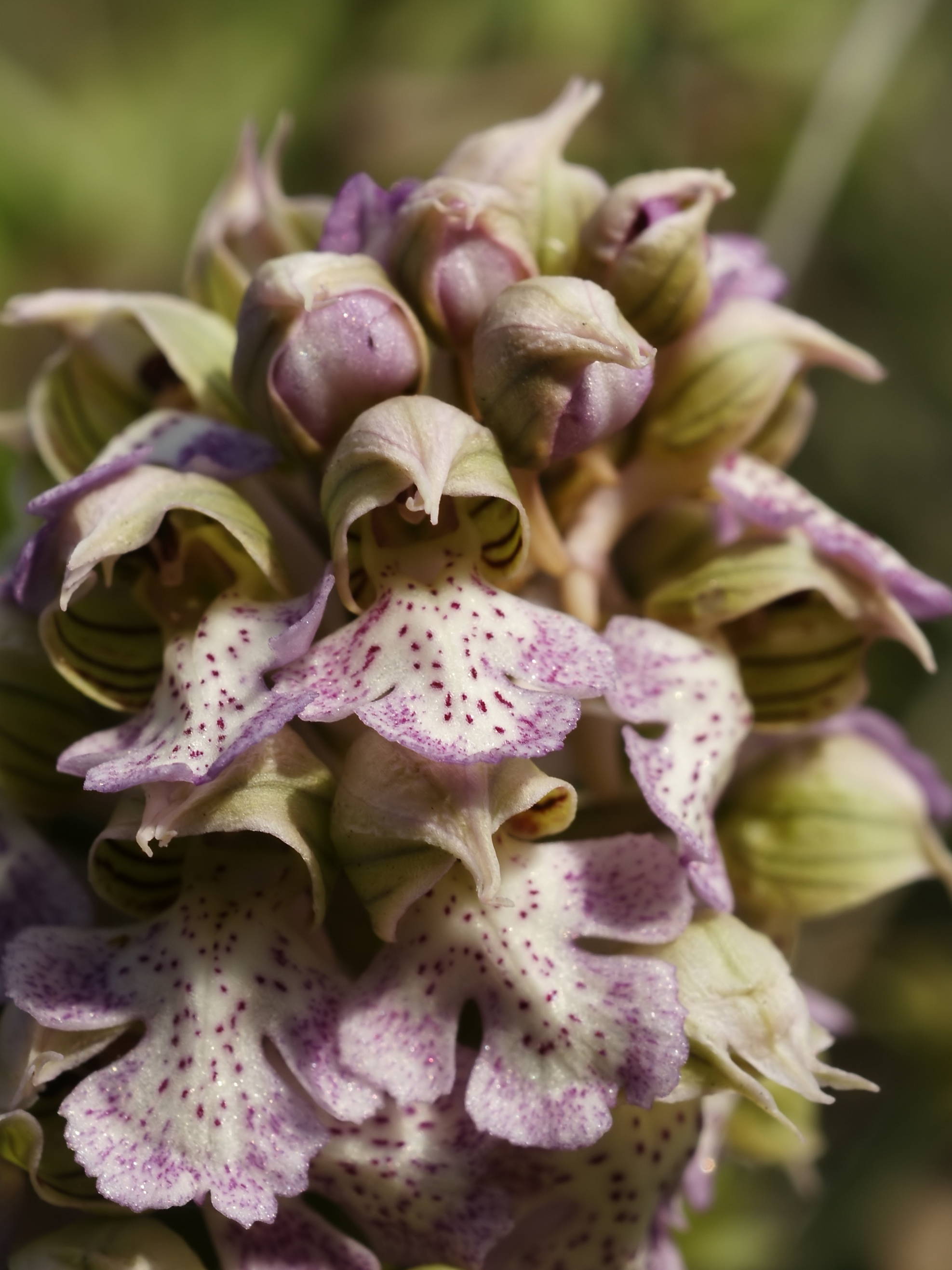
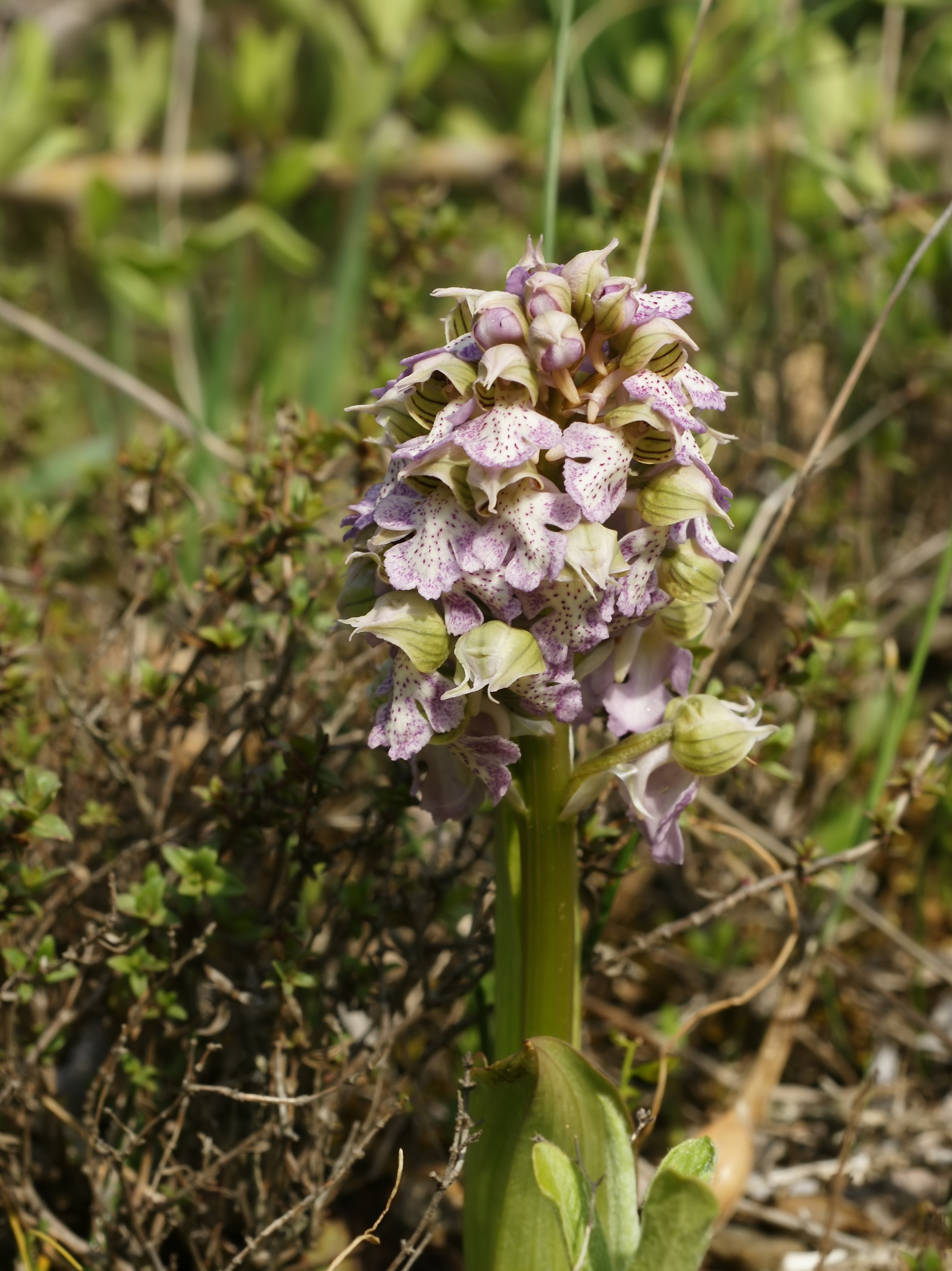
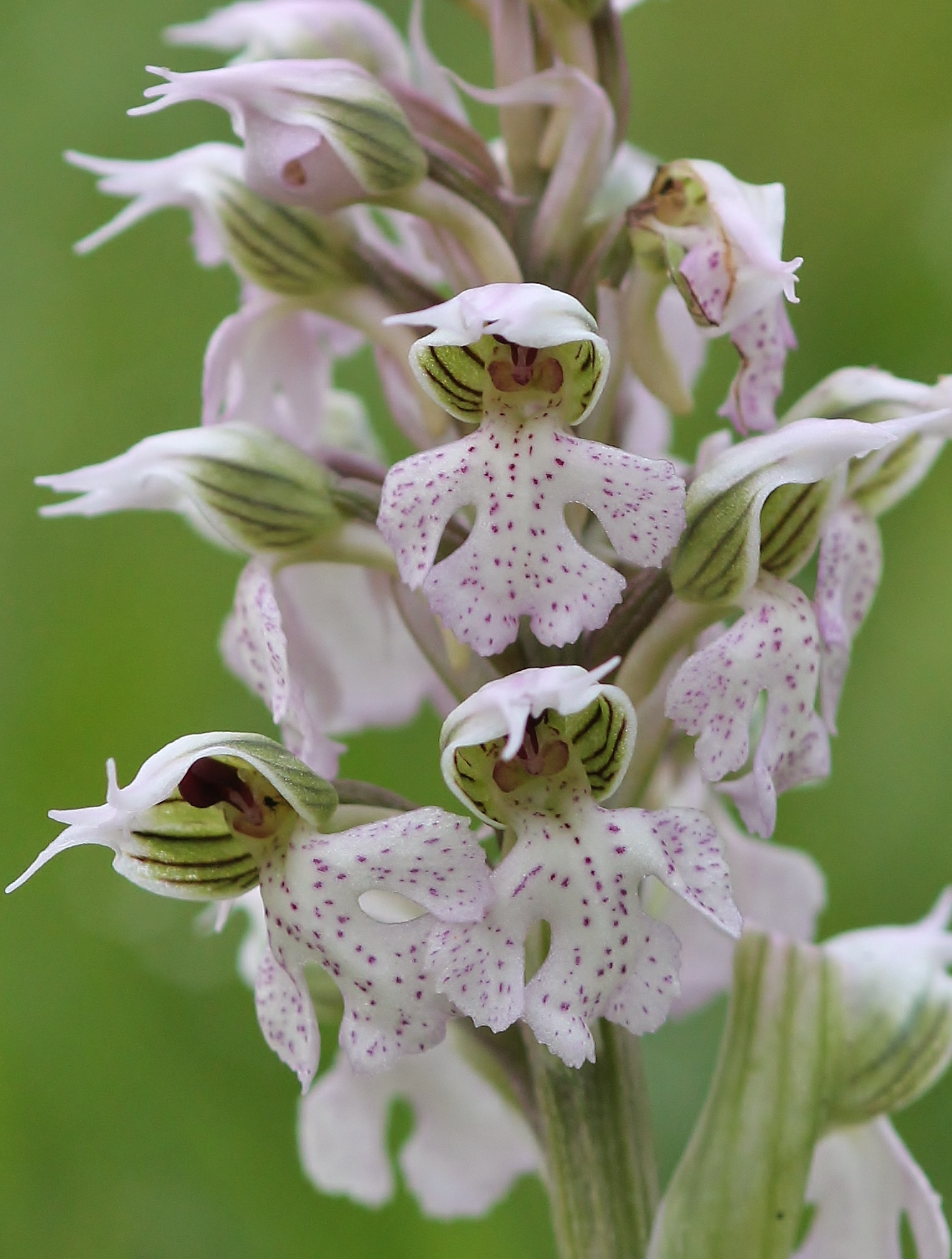
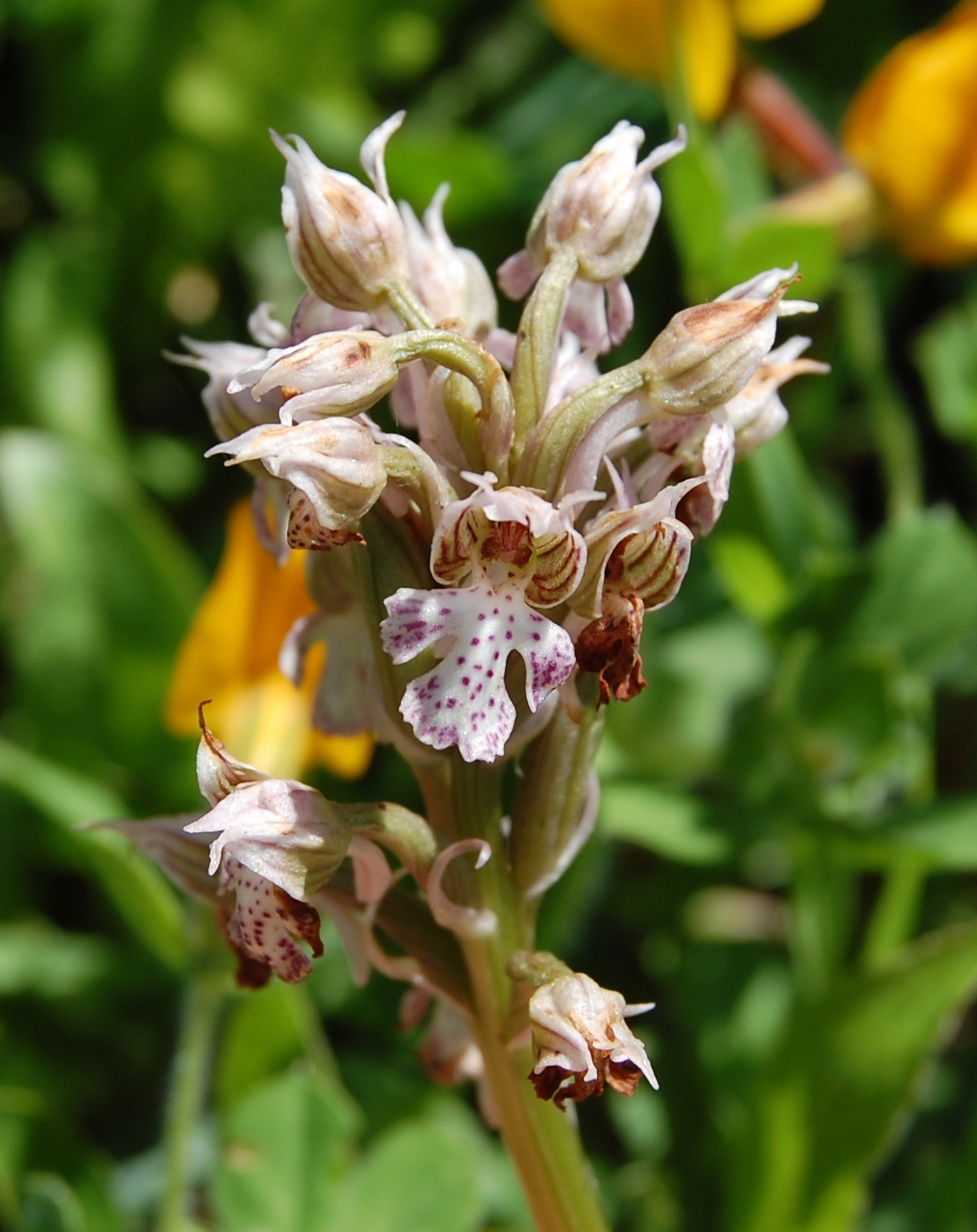